# Francisco Xavier de Miranda Henriques, sr.
Francisco Xavier de Miranda Henriques, sr. foi um militar português que, nas funções de capitão-mor da Coroa, administrou as capitanias da Paraíba, do Rio Grande do Norte e do Ceará entre 18 de dezembro de 1739 e 30 de maio de 1751.
Foi neto do militar Bernardo de Miranda Henriques, que também administrou terras no Brasil quase um século antes. Seu filho, Francisco Xavier de Miranda Henriques, jr., também foi militar pelo governo lusitano.